# Маунд (Луїзіана)
Маунд (англ. Mound) — селище (англ. village) в США, в окрузі Медісон штату Луїзіана. Населення — 19 осіб (2010).

## Географія
Маунд розташований за координатами 32°19′54″ пн. ш. 91°1′28″ зх. д. / 32.33167° пн. ш. 91.02444° зх. д. (32.331722, -91.024509).  За даними Бюро перепису населення США в 2010 році селище мало площу 1,36 км², з яких 1,35 км² — суходіл та 0,00 км² — водойми.

## Демографія
Згідно з переписом 2010 року, у селищі мешкало 19 осіб у 7 домогосподарствах у складі 6 родин. Густота населення становила 14 осіб/км².  Було 10 помешкань (7/км²).
Расовий склад населення:
| - 78,9 % — білих - 21,1 % — чорних або афроамериканців |

До двох чи більше рас належало 0,0 %. Частка іспаномовних становила 0,0 % від усіх жителів.
За віковим діапазоном населення розподілялося таким чином: 21,1 % — особи молодші 18 років, 57,8 % — особи у віці 18—64 років, 21,1 % — особи у віці 65 років та старші. Медіана віку мешканця становила 52,3 року. На 100 осіб жіночої статі у селищі припадало 72,7 чоловіків;  на 100 жінок у віці від 18 років та старших — 66,7 чоловіків також старших 18 років.
За межею бідності перебувало 7,1 % осіб, у тому числі 0,0 % дітей у віці до 18 років та 25,0 % осіб у віці 65 років та старших.
Цивільне працевлаштоване населення становило 4 особи. Основні галузі зайнятості: науковці, спеціалісти, менеджери — 50,0 %, освіта, охорона здоров'я та соціальна допомога — 50,0 %.